# Bud Tingwell
Charles William Tingwell AM (n. 3 ianuarie 1923, Sydney, Australia – d. 15 mai 2009, Melbourne, Australia), mai cunoscut ca Bud Tingwell sau Charles 'Bud' Tingwell, a fost un cântăreț australian, aviator, prezentator radio și actor de film și televiziune.

## Biografie
A apărut în numeroase producții de televiziune și cinema britanice și australiene de după cel de-al doilea război mondial până la puțin timp înainte de moartea sa.
În 1941 s-a oferit voluntar pentru serviciul militar și a avut mai multe zboruri de recunoaștere peste Africa de Nord pentru Royal Australian Air Force. A primit mai multe premii și medalii militare.
A apărut, nemenționat, în 1939, în filmul Come Up Smiling. El a avut primul său rol de film în 1946 în Smithy, despre pionierul australian al aviației Charles Kingsford Smith.
Charles William Tingwell s-a căsătorit cu iubita sa din copilărie, Audrey Wilson, în 1951, pe care o cunoștea de când avea 16 ani și cu care a fost căsătorit 45 de ani până la moartea ei în 1996. Au avut doi copii, Christopher și Virginia. Virginia Tingwell a devenit și ea actriță.
Charles Tingwell a fost membru al Ligii Masonice.
Tingwell a murit de cancer de prostată. A fost înmormântat la Melbourne cu onoruri de stat.

## Filmografie

### Film
- Come Up Smiling (1939) .... Man in Crowd (nemenționat)
- Smithy (1946) .... Control Tower Officer (nemenționat)
- Always Another Dawn (1948) .... Terry Regan
- Into the Straight (1949) .... Sam Curzon
- Bitter Springs (1950) .... John King
- The Glenrowan Affair (1951) .... Narator (voce)
- Kangaroo (1952) .... Matt
- I Found Joe Barton (1952, Short) .... Al Munch
- Șobolanii deșertului (The Desert Rats, 1953) .... Locotenent Harry Carstairs
- King of the Coral Sea (1953) .... Peter Merriman
- Captain Thunderbolt (1953) .... Alan Blake
- Smiley (1956) .... Mr Stevens
- 1957 Bocceluța (The Shiralee), regia Leslie Norman : Jim Muldoon
- Dunkirk (1958) .... Sergeant in Cookhouse (nemenționat)
- Life in Emergency Ward 10 (1959) .... Dr. Alan Dawson
- Bobbikins (1959) .... Luke Parker
- Cone of Silence (1960) .... Captain Braddock
- Tarzan the Magnificent (1960) .... Conway
- Crimă a spus ea (Murder, She Said, 1961) .... Inspector Craddock
- Crimă la galop (Murder at the Gallop, 1963) .... Inspector Craddock
- Crimă în culise (Murder Most Foul, 1964) .... Inspector Craddock
- Crimă pe mare (Murder Ahoy!, 1964) .... Inspector Craddock
- The Secret of Blood Island (1964) .... Major Dryden
- Dracula, printul întunericului (Dracula: Prince of Darkness, 1966) .... Alan Kent
- Thunderbirds Are Go (1966) .... Dr. Tony Grant (voce)
- 1968 Nimeni nu aleargă mereu (Nobody Runs Forever) : Jacko, regia Ralph Thomas
- Petersen (1974) .... Reverend Petersen
- End Play (1975) .... Dr. Fairburn
- Eliza Fraser (1976) .... Duncan Fraser
- Summerfield (1977) .... Dr. Miller
- Money Movers (1978) .... Jack Henderson
- The Journalist (1979) .... Sid Mitchell
- Breaker Morant (1980) .... Lt. Colonel Denny
- Puberty Blues (1981) .... The Headmaster
- Freedom (1982) .... Cassidy
- My First Wife (1984) .... Helen's Father
- Annie's Coming Out (1984) .... Judge
- Malcolm (1986) .... Tram Depot Supervisor
- Windrider (1986) .... Stewart Simpson Senior
- Bushfire Moon (1987) .... Max Bell
- Un țipăt în noapte (Evil Angels sau A Cry in the Dark)[10] (1988) .... Justice James Muirhead
- The Flying Scotsman in Australia (1992) .... Narator[11]
- Shotgun Wedding (1993) .... Gary Judge (voce)
- The Castle (1997) .... Lawrence Hammill QC
- Amy (1997) .... Medic de țară
- The Craic (1999) .... Farmer
- The Wog Boy (2000) .... Mr. Walker
- Innocence (2000) .... Andreas Borg
- The Dish (2000) .... Reverend Loftus
- WillFull (2001) .... Martin
- The Inside Story (2002) .... Edward Brooks
- Ned Kelly (2003) .... Graham Berry
- Human Touch (2004) .... tatăl vitreg al Annei
- Laughing Stock (2005) .... Grandad
- Irresistible (2006) .... Sam
- Jindabyne (2006) .... Misionar
- Three Blind Mice (2008) .... Bob
- Salvation (2008) .... Vizitator al galeriei
- Menzies and Churchill at War (2008, film TV) .... Sir Winston Churchill[12]
- Remembering Nigel (2009) .... Rolul său

### Televiziune
- Emergency – Ward 10 (1957) .... Dr. Alan Dawson
- The Avengers (1963).... Mike Venner
- An Enemy of the State (1965) .... Harry Sutton
- Thunderbirds (1966) .... Diverse personaje (voci)
- The Avengers (1967) .... Dr. Neville
- Captain Scarlet and the Mysterons (1967) .... Dr. Fawn, Captain Brown ș.a. (voci)
- A Man of our Times (1968) .... David Soames
- Catweazle (1970) .... Mr. Bennet
- UFO (1970) .... Beaver James in "Mindbender"
- Homicide (1973-1976) .... Inspector Reg Lawson
- The Sullivans (1976) .... Dr. Hammond
- All the Rivers Run (mini-serie din 1983) .... Unchiul Charles
- Prisoner (a.k.a. Prisoner: Cell Block H) (1985-1986) .... Dr. Massey (3 episoade, 1985) / Mr. Hudson (2 episoade, 1986)
- All the Rivers Run 2 (mini-serie din 1989) ... Unchiul Charles
- The Late Show (1993) .... Gramps in "Charlie the Wonder Dog"
- Mother and Son (1994) .... The Judge
- The Silver Brumby  (1998) .... Benni
- Round the Twist (2000) .... Derek
- Neighbours (2000-2003) .... Henry O'Rourke
- Changi (2001) .... David Colins (la bătrânețe)

## Discografie
| An   | Titlu                              | Loc | Album                                    |
| An   | Titlu                              | AUS | Album                                    |
| ---- | ---------------------------------- | --- | ---------------------------------------- |
| 1981 | "The Breaker" (cu John Williamson) | 100 | 'True Blue – The Best of John Williamson |